# Likvidambar
Likvidambar (ambar-drvo, lat. Liquidambar), jedini rod porodice Altingiaceae, kojemu pripada 15 priznatih vrsta, kojemu je domovina Azija i Amerika. Neke vrste introducine su po drugim državama, uključujući i Europu, gdje se uzgaja kao ukrasno drvo (američki likvidambar).

## Opis
Altingiaceae, porodica Likvidambar, sastoji se od roda Liquidambar s 15 vrsta drveća. Jedna vrsta je porijeklom iz istočne Sjeverne Amerike i Srednje Amerike, a ostale se nalaze diljem Euroazije. Porodicu karakteriziraju dlanasto režnjeviti listovi s petiolarnim stipulama i jednospolnim kuglastim cvatovima.

## Vrste
1. Liquidambar acalycina H.T.Chang
2. Liquidambar cambodiana (Lecomte) Ickert-Bond & J.Wen
3. Liquidambar caudata (H.T.Chang) Ickert-Bond & J.Wen
4. Liquidambar chinensis Champ. ex Benth.
5. Liquidambar chingii (F.P.Metcalf) Ickert-Bond & J.Wen
6. Liquidambar excelsa (Noronha) Oken
7. Liquidambar formosana Hance
8. Liquidambar gracilipes (Hemsl.) Ickert-Bond & J.Wen
9. Liquidambar multinervis (W.C.Cheng) Ickert-Bond & J.Wen
10. Liquidambar obovata (Merr. & Chun) Ickert-Bond & J.Wen
11. Liquidambar orientalis Mill., orijentalni likvidambar
12. Liquidambar poilanei (Tardieu) Ickert-Bond & J.Wen
13. Liquidambar siamensis (Craib) Ickert-Bond & J.Wen
14. Liquidambar styraciflua L., američki likvidambar
15. Liquidambar yunnanensis (Rehder & E.H.Wilson) Ickert-Bond & J.Wen

## Sinonimi
- Altingia Noronha
- Cathayambar (Harms) Nakai
- Sedgwickia Griff.
- Semiliquidambar H.T.Chang